# Karl Heilmayer

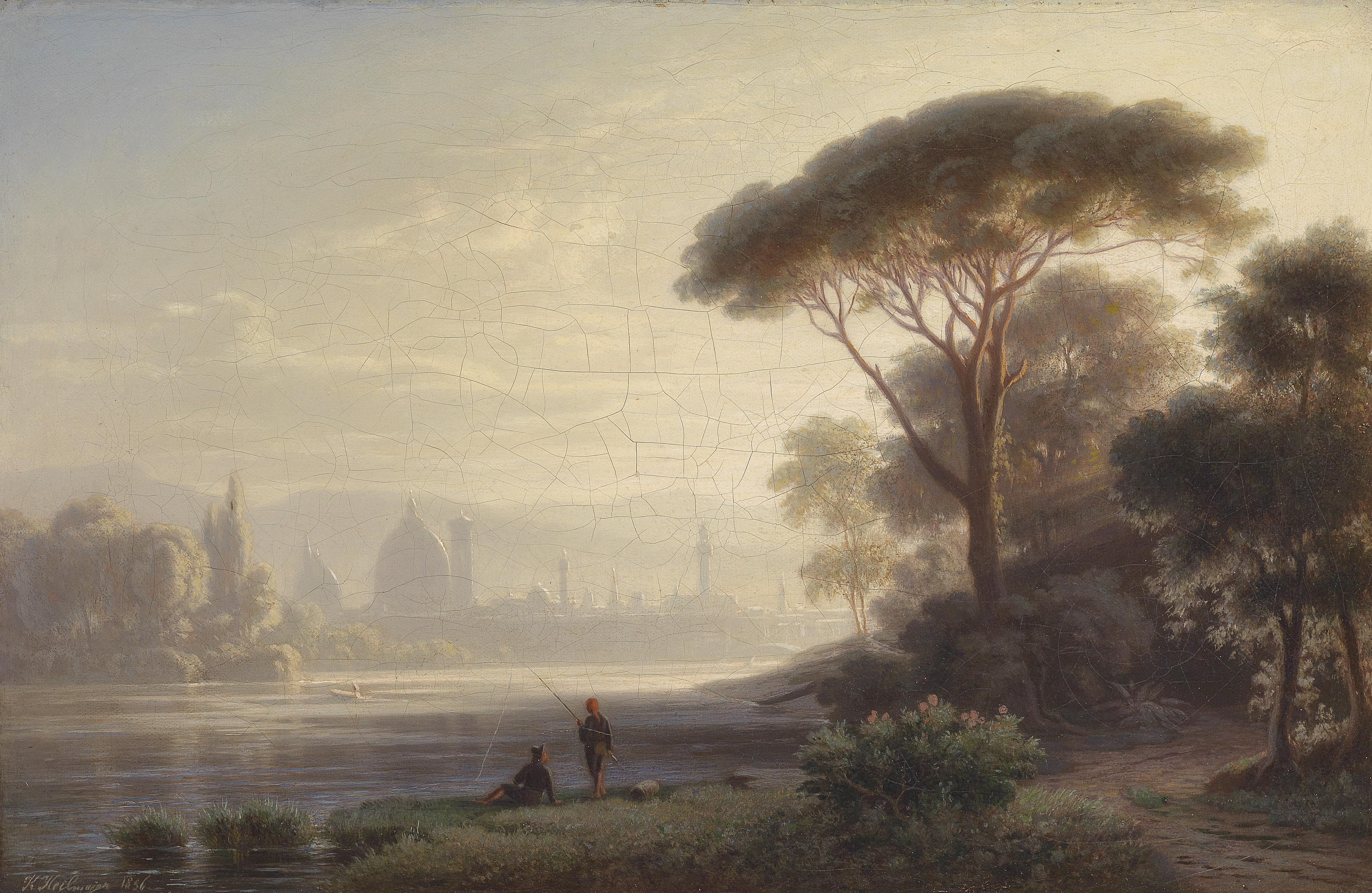
Ein Morgen in Florenz, 1856

Karl Heilmayer (auch Heilmayr, * 5. März 1829 in München; † 18. Mai 1908 ebenda) war ein deutscher Landschaftsmaler.

## Leben
Heilmayer war als Sohn des königlichen Hofschauspielers und Landschaftsmalers Emil Heilmayr geboren. Am 6. November 1843 begann er sein Studium an der Königlichen Akademie der Künste in München, brach dieses aber vorzeitig ab und bildete sich als Autodidakt weiter.
Heilmayer blieb in München tätig und malte hauptsächlich Nebel- und Mondscheinlandschaften. Auf seiner Suche nach malerischen Gegenden unternahm er Studienreisen unter anderem nach Oberbayern, Italien, Südtirol. Er besuchte auch Belgien, Frankreich und Norddeutschland.
Heilmayer zeigte seine Werke auf Ausstellungen in München, Berlin, Dresden und Wien.